# Danske Kommuner
Nyhedsmagasinet Danske Kommuner er et dansk nyhedsmagasin, der udgives af KL og beskæftiger sig med de væsentlige spørgsmål indenfor den kommunale verden. Magasinet udkommer 35 gange årligt i 5.657 eksemplarer, men læses af 34.000 . 
Magasinet blev grundlagt samtidig med etableringen af KL i 1970 og var oprindeligt skrevet af embedsmænd for embedsmænd, men har siden udviklet sig til at være et 'rent' journalistisk magasin, ligesom målgruppen i dag er både politikere og offentlig ansatte. Magasinet er redaktionelt uafhængig af KL, der dog i hvert nummer står bag lederen. 
Omkring 2500 valgte politikere i Danmark får leveret Danske Kommuner.
Chefredaktør er siden 2001 Tom Ekeroth.